# آندزیت

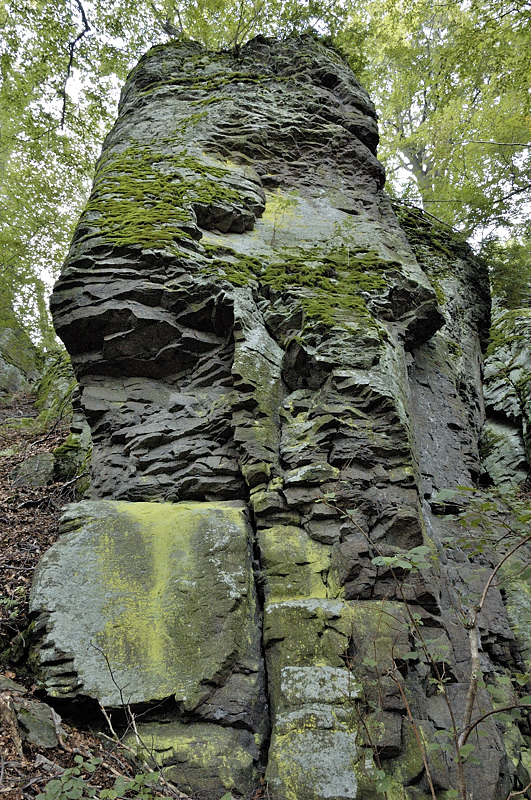
ستون آندزیتی در اسلواکی

آندزیت (به انگلیسی: Andesite) نوعی سنگ آتشفشانی است که وجود فنوکریستهای پلاژیوکلاز، پیروکسن و گاه الیوین در خمیره‌ای غنی از پلاژیوکلاز از مشخصات آن است.
آندزیت‌ها پس از بازالتها فراوان‌ترین سنگ‌های آتشفشانی محسوب می‌شوند. از ۷۲۱ آتشفشان فعال جهان، ۴۴۲ آتشفشان به آندزیت‌ها تعلق دارند. آتشفشان‌های آندزیتی اغلب از شدت زیادی برخوردار هستند.
سنگ‌های آندزیتی به همراه بازالت‌های کالکوآلکالن، داسیتها و ریولیتها یافت شده و محیط‌های فرورانش، به‌ویژه هنگامی که فرورانش از نوع پوسته اقیانوسی- قاره‌ای باشد، برونزدهای وسیعی را شامل می‌شوند.